# Otto Andreae
Otto Gustav Andreae (* 24. Juni 1833 in Mülheim am Rhein; † 12. Februar 1910 in Köln) war ein deutscher Unternehmer und Kunstmäzen.

## Leben
Otto Gustav Andreae wurde als fünftes und jüngstes Kind des protestantischen Samtfabrikanten Karl Christian Andreae und von Johanna Theresia Rhodius geboren. Sein älterer Bruder war der Kunst- und Kirchenmaler Karl Christian Andreae.
1841 zog die Familie von Mülheim nach Köln. Otto Gustav Andreae besuchte hier das Friedrich-Wilhelm-Gymnasium. Nach seinem Schulabschluss begann er eine Lehre im Mülheimer Familienunternehmen, das von seinem Großvater Christoph Andreae zu wirtschaftlicher Blüte geführt wurde. 1859 übernahm er als Teilhaber die Samtproduktion im elterlichen Familienunternehmen, das er bis zu seinem Ausscheiden aus der Firmenleitung im Jahr 1895 äußerst erfolgreich weiterführte. In der Eifel und im Siegtal richtete er Hunderte von mechanischen Webstühlen ein, gründete Werkstätten und weitere Fabrikationsstätten, darunter in Mülheim.

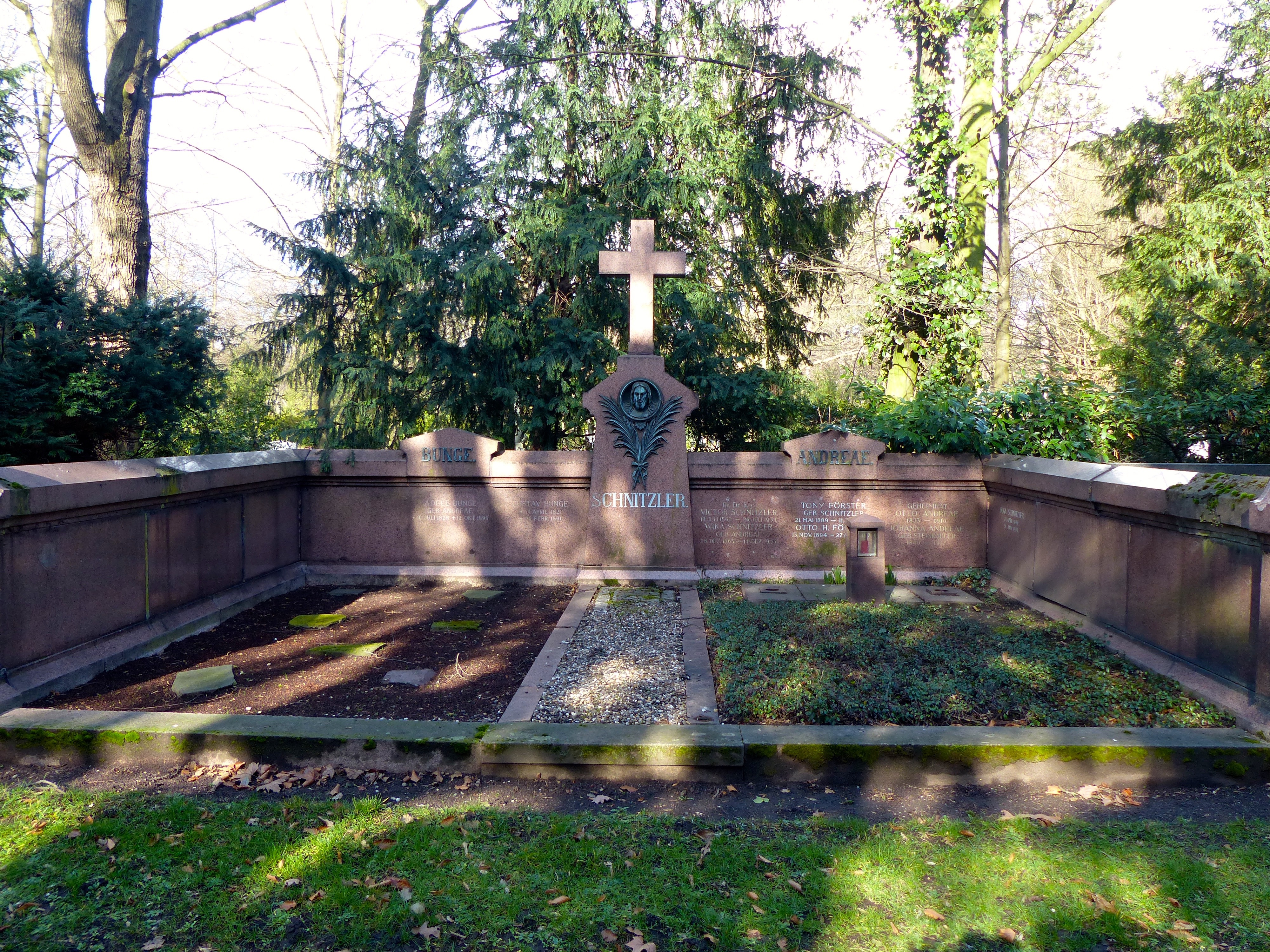
Grabanlage der Familien Schnitzler, Andreae und Bunge an dem Melaten-Friedhof

1871 war er wesentlich an der Gründung der Mülheimer Handelskammer beteiligt, deren erster Präsident er bis 1892 war. Ebenso setzte er sich für die Gründung des Vereins der Industriellen sowie für die Clarenberg Actien-Gesellschaft für Kohlen- und Thonindustrie ein und gehörte zu deren Gründungsmitgliedern. Politische Verantwortung übernahm Otto Andreae als Stadtrat von Mülheim und Abgeordneter des Kreistages. 1884 wurde er zum Kommerzienrat und 1897 zum Geheimen Kommerzienrat ernannt.
Andreae starb am 12. Februar 1910 in Köln und wurde auf dem Melaten-Friedhof in der Familiengrabstätte Bunge–Andreae an der sogenannten Millionenallee (MA, zwischen Lit P und Q) beigesetzt. Die ursprüngliche Grabanlage beruht entsprechend der Publikation Der Friedhof zu Köln-Melaten aus 1898 von Johannes Ibach und H. R. Jung auf einem Entwurf von Hermann Otto Pflaume. In der noch bestehenden Form entstand es wohl erst nach 1910, dem Todesjahr von Otto Andreae.
Otto Andreae war seit dem 10. Oktober 1859 mit Johanna Steinkauler (1840–1917) verheiratet. Das Paar hatte keine eigenen Kinder. Sie adoptierten Ludowika von Borell du Vernay, genannt Wika Andreae (1865–1955), die 1888 den Juristen Viktor Schnitzler heiratete.

## Stiftungen und gemeinnützige Aktivitäten

Kunstgewerbemuseum am Hansaring, um 1910

Wie bereits sein Großvater und Vater setzte sich Otto Andreae für die Förderung von Kunst und Kultur in Köln und Mülheim ein. Er war Mitglied zahlreicher Vereine und stiftete großzügig Geldmittel zur Beschaffung und Errichtung von Kultureinrichtungen und Denkmälern.
Am 24. Dezember 1895 kündigte er in einem Brief an die Stadtverordneten-Versammlung von Köln an, 400.000 Mark für den Bau eines neuen Kunstgewerbemuseums zu stiften, wenn er ein Mitspracherecht über die Wahl des Bauplatzes erhielte und das Gebäude noch vor 1900 fertiggestellt würde. Andreae wurde – ebenso wie Jakob Pallenberg, der dem neuen Museum die Ausstattung eines Ausstellungssaales (Pallenberg-Saal) stiften wollte – unter Anderen neben Hermann Otto Pflaume, Friedrich Carl Heimann, August Thiersch und Otto von Falke in die Jury des Architekturwettbewerbs berufen. Am 2. Juli 1896 erhielt die Stadt die landesherrliche Erlaubnis, die Stiftung Andreae's anzunehmen.
Im Mai 1900 wurde das Kunstgewerbemuseum am Hansaring trotz einer Überschreitung der geplanten Baukosten von 115.670 Mark in Gegenwart von Otto Andreae eröffnet. Zur weiteren Aufwertung des Eingangsbereiches stiftete er am 29. November 1901 noch zwei elektrische Kandelaber. Die neue Freitreppe mit den zwei achtarmigen Laternen im Neorenaissance-Stil wurde im August 1902 eingeweiht.

Bereits zu Lebzeiten wurde Otto Andreae mit Porträtbüste von Ferdinand Seeboeck geehrt, die nach seinem Tod im November 1910 im Foyer des Kunstgewerbemuseums aufgestellt wurde. Oberbürgermeister Max Wallraf lobte Andreae anlässlich der Enthüllung als einen „Bürger von seltenem, kunstbegeistertem Opfersinn.“

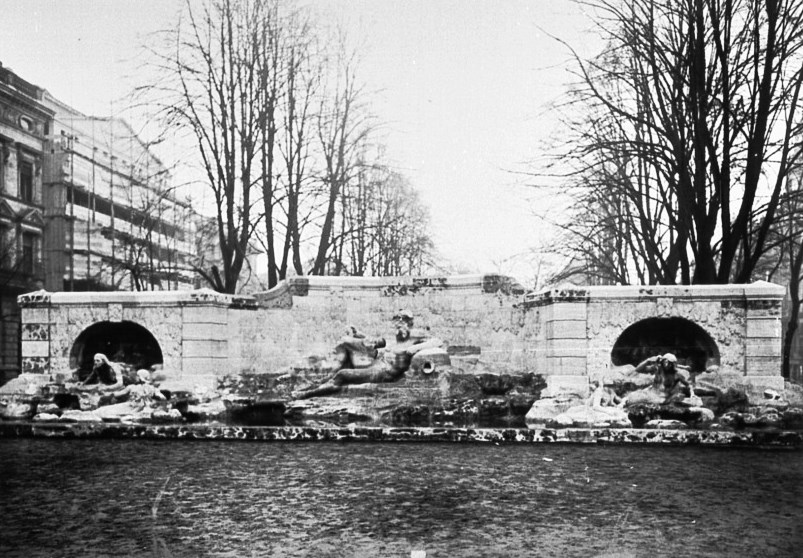
Kaiser-Wilhelm-Ring: Vater-Rhein-Brunnen von Adolf von Hildebrand

Testamentarisch verfügte er, dass weitere 200.000 Mark für eine Brunnenanlage aufgewendet werden sollten. Der Vater-Rhein-Brunnen auf dem Kaiser-Friedrich-Ring wurde allerdings erst 1922 nach einem Entwurf von Adolf von Hildebrand realisiert. Das letzte Werk des Bildhauers sollte ursprünglich nach Andreae's Wunsch vor dem Kunstgewerbemuseum errichtet werden. Aufgrund der schlechten Lichtverhältnisse entschied man sich – nach einer weiteren Stiftung von Wilhelm Dederich – für die Platzierung in einer Parkanlage des Kaiser Wilhelm-Rings. Die Brunnenanlage wurde ein Jahr nach dem Tod des Bildhauers Adolf von Hildebrand durch die Künstler Carl Sattler & Theodor Georgii vollendet. Am 4. Juli 1939 wurde der Brunnen von den Nationalsozialisten demontiert, da sie das Werk des jüdischen Künstlers von Hildebrand nicht weiter im öffentlichen Stadtbild dulden wollten. Vom Brunnen ist heute lediglich ein Modell erhalten, das sich im Stadthaus befindet. Er verfügte weiterhin, dass nach dem Tod seiner Frau nochmals 50.000 Mark für den Ankauf von Kunstgegenständen gestiftet werden sollten.
Auch in der finanziellen Förderung von städtebaulichen Projekten war Otto Andreae engagiert. Zusammen mit Paul von Andreae beteiligte er sich 1905 am Geschäftskapital für die Entwicklung der Colonie für kleine Landhäuser in Weiden bei Köln, die auf Initiative der Kölner Architekten Emil Wilhelm Schreiterer und Bernhard Traugott Below (Schreiterer & Below) sowie Louis Schreiber bis 1914 zwischen der Aachener Straße und dem Lövenicher Bahnhof in Teilen realisiert wurde.

## Schriften
- Otto Andreae, Otto von Falke: Cölnischer Kunstgewerbe-Verein. XIII. Jahres-Bericht des Kunstgewerbe-Museums der Stadt Cöln für 1903. DuMont, Köln 1904.
- Otto Andreae, Max Creutz: Cölnischer Kunstgewerbe-Verein. XVIII. Jahres-Bericht des Kunstgewerbe-Museums der Stadt Cöln für 1908. DuMont, Köln 1909.